# El Sípimo
El Sípimo är en ort i Mexiko.   Den ligger i kommunen Chinicuila och delstaten Michoacán de Ocampo, i den södra delen av landet, 500 km väster om huvudstaden Mexico City. El Sípimo ligger 672 meter över havet och antalet invånare är 121.
Terrängen runt El Sípimo är huvudsakligen kuperad, men åt nordväst är den bergig. Runt El Sípimo är det mycket glesbefolkat, med 6 invånare per kvadratkilometer. Närmaste större samhälle är Zapotán, 17,9 km sydväst om El Sípimo. I omgivningarna runt El Sípimo växer huvudsakligen savannskog.